# 于大宝
于大宝 (ユ・ターパオ、漢音読み: う だいほう、簡体字: 于大宝、拼音: Yú Dàbǎo、1988年4月18日 - ) は、中華人民共和国青島市出身の元サッカー選手、サッカー指導者。現役時代のポジションはフォワード、ディフェンダー。

## 経歴
青島海利豊で2004年にトップ昇格し、2006年よりポルトガルのSLベンフィカの下部組織でプレーし、2007年よりトップチームに昇格した。しかし出場機会に恵まれず（ベンフィカでの公式戦出場はカップ戦3試合のみ）、2008年にはCDアヴェスに、2009年にはCDオリヴァイス・エ・モスカヴィーデおよびCDマフラにレンタル移籍した。その後アメリカ・MLSへの移籍話もあったが、2010年天津泰達に完全移籍した。2011年にカップ戦優勝に貢献、決勝で得点を決めMOMを受賞。
2012年2月27日の朝に、1500万元で広州恒大への移籍が発表されたが、午後になり広州恒大が移籍を取りやめた。その次の日に、2012年より新たに中国サッカー・スーパーリーグに昇格した大連阿爾濱への移籍が発表された。大連では外国人FWとの競争に敗れ、攻撃的MFやボランチを務めることもあった。
2014年12月19日、大連阿爾濱の降格もあり北京国安へ移籍。恵まれたフィジカルを生かして2018年からはロジャー・シュミット監督のもとでCBに定着、キャプテンも務め、同年の中国FAカップ優勝に貢献した。
2024年12月31日、北京国安との契約が満了したことに伴い現役を引退するとともに、2025年から北京国安の青少年訓練学院（ユース・トレーニング・アカデミー）のコーチに就任することが発表された。

## 代表
2004年U-17アジアユースで優勝。2005年にペルーで開催されたU-17ワールドユースでベスト8入り。この時のパフォーマンスが認められベンフィカ加入に繋がった。移籍金は40万ユーロとされる。
2010年12月18日のエストニア代表との親善試合で中国代表デビューを果たす。2012年2月22日にはW杯予選・ヨルダン戦で代表初得点を挙げた。
2013年3月22日、長沙で開催されたアジアカップ予選イラク戦でロスタイムに決勝点を挙げた。2017年3月23日、またも長沙で開催された2018ロシアワールドカップアジア最終予選・韓国戦で王永珀のCKにヘッドで合わせ決勝点を挙げた。2019AFCアジアカップではいずれも途中出場から2得点、フィリピン戦では途中出場後ファーストタッチで得点を挙げた。

## 所属クラブ
ユース経歴
- 2002年 - 2005年  青島海利豊
- 2006年 - 2007年  SLベンフィカユース

プロ経歴
- 2007年 - 2009年  SLベンフィカ
  - 2008年 → CDアヴェス (期限付き移籍)
  - 2009年 → C.D. Olivais e Moscavide (期限付き移籍)
  - 2009年 → CDマフラ (期限付き移籍)
- 2010年 - 2011年  天津泰達
- 2012年 - 2014年  大連阿爾濱足球倶楽部
- 2015年 -  北京国安足球倶楽部

## 代表歴

### 出場大会
- 中国代表
  - 2015年 - 東アジアカップ2015

### ゴール
| #   | 開催年月日     | 開催地     | 対戦国                 | スコア | 結果 | 試合概要                               |
| --- | -------------- | ---------- | ---------------------- | ------ | ---- | -------------------------------------- |
| -   | 2012年2月22日  | 長沙       | クウェート             | 2-0    | 2-0  | 非公式親善試合                         |
| 1.  | 2012年2月29日  | 広州       | ヨルダン               | 3-1    | 3-1  | 2014 FIFAワールドカップ・アジア予選    |
| 2.  | 2013年3月22日  | 長沙       | イラク                 | 1-0    | 1-0  | AFCアジアカップ2015予選                |
| 3.  | 2013年7月28日  | 松坡       | オーストラリア         | 1-0    | 4-3  | 東アジアカップ2013                     |
| 4.  | 2013年9月6日   | 天津       | シンガポール           | 1-0    | 6-1  | 親善試合                               |
| 5.  | 2013年9月6日   | 天津       | シンガポール           | 6-1    | 6-1  | 親善試合                               |
| 6.  | 2015年3月27日  | 長沙       | ハイチ                 | 2-2    | 2-2  | 親善試合                               |
| 7.  | 2015年3月31日  | 南京       | ハイチ                 | 1-1    | 1-1  | 親善試合                               |
| 8.  | 2015年6月16日  | ティンプー | ブータン               | 4-0    | 6-0  | 2018 FIFAワールドカップ・アジア2次予選 |
| 9.  | 2015年6月16日  | ティンプー | ブータン               | 6-0    | 6-0  | 2018 FIFAワールドカップ・アジア2次予選 |
| 10. | 2015年8月5日   | 武漢       | 朝鮮民主主義人民共和国 | 1-0    | 2-0  | 東アジアカップ2015                     |
| 11. | 2015年9月8日   | 瀋陽       | モルディブ             | 1-0    | 3-0  | 2018 FIFAワールドカップ・アジア2次予選 |
| 12. | 2015年9月8日   | 瀋陽       | モルディブ             | 2-0    | 3-0  | 2018 FIFAワールドカップ・アジア2次予選 |
| 13. | 2015年11月12日 | 長沙       | ブータン               | 3-0    | 12-0 | 2018 FIFAワールドカップ・アジア2次予選 |
| 14. | 2015年11月12日 | 長沙       | ブータン               | 7-0    | 12-0 | 2018 FIFAワールドカップ・アジア2次予選 |
| 15. | 2017年3月23日  | 長沙       | 韓国                   | 1-0    | 1-0  | 2018 FIFAワールドカップ・アジア3次予選 |